# Рас-ель-Хайма
Рас-ель-Ха́йма (араб. رأس الخيمة, верхівка намету) — місто в Об'єднаних Арабських Еміратах, адміністративний центр емірату Рас-ель-Хайма.
Населення міста становить 102 тисячі осіб (2003). Місто займає 6-е місце за кількістю населення в ОАЕ.
Місто було засноване вірменами, які тікали з Персії від монгольської навали. Населений пункт був названий Джульфою на честь давньовірменського міста Джуга . Розташоване на півночі країни на березі Перської затоки. Розділене бухтою на дві частини - стару і нову. Пов'язане сучасної автострадою з Дубаєм. У місті є міжнародний аеропорт та морський порт.

## Клімат
Місто знаходиться у зоні, котра характеризується кліматом тропічних пустель. Найтепліший місяць — липень із середньою температурою 35.6 °C. Найхолодніший місяць — січень, із середньою температурою 18.3 °С.
| Клімат Рас-ель-Хайми    | Клімат Рас-ель-Хайми | Клімат Рас-ель-Хайми | Клімат Рас-ель-Хайми | Клімат Рас-ель-Хайми | Клімат Рас-ель-Хайми | Клімат Рас-ель-Хайми | Клімат Рас-ель-Хайми | Клімат Рас-ель-Хайми | Клімат Рас-ель-Хайми | Клімат Рас-ель-Хайми | Клімат Рас-ель-Хайми | Клімат Рас-ель-Хайми | Клімат Рас-ель-Хайми |
| Показник                | Січ.                 | Лют.                 | Бер.                 | Квіт.                | Трав.                | Черв.                | Лип.                 | Серп.                | Вер.                 | Жовт.                | Лист.                | Груд.                | Рік                  |
| Абсолютний максимум, °C | 31                   | 32                   | 37                   | 42                   | 45                   | 47                   | 47                   | 47                   | 44                   | 41                   | 36                   | 31                   | 47                   |
| Середній максимум, °C   | 23                   | 25                   | 28                   | 33                   | 38                   | 41                   | 41                   | 41                   | 39                   | 36                   | 31                   | 26                   | 33                   |
| Середня температура, °C | 18                   | 19                   | 22                   | 26                   | 31                   | 33                   | 35                   | 35                   | 32                   | 28                   | 23                   | 20                   | 27                   |
| Середній мінімум, °C    | 12                   | 13                   | 16                   | 19                   | 23                   | 26                   | 29                   | 29                   | 25                   | 21                   | 16                   | 14                   | 21                   |
| Абсолютний мінімум, °C  | 5                    | 5                    | 7                    | 12                   | 15                   | 18                   | 21                   | 23                   | 18                   | 12                   | 7                    | 5                    | 5                    |
| Днів з опадами          | 5                    | 6                    | 6                    | 3                    | 1                    | 0                    | 0                    | 1                    | 0                    | 0                    | 1                    | 5                    | 28                   |
| ----------------------- | -------------------- | -------------------- | -------------------- | -------------------- | -------------------- | -------------------- | -------------------- | -------------------- | -------------------- | -------------------- | -------------------- | -------------------- | -------------------- |
| Джерело: Weatherbase    |                      |                      |                      |                      |                      |                      |                      |                      |                      |                      |                      |                      |                      |